# Mountain View (comtat de Santa Clara)
Mountain View és una població del Comtat de Santa Clara a Califòrnia (Estats Units d'Amèrica).

## Demografia
Segons el cens del 2000 Mountain View tenia 70.708 habitants, 31.242 habitatges, i 15.902 famílies. La densitat de població era de 2.263,7 habitants/km².
Dels 31.242 habitatges en un 23,3% hi vivien nens de menys de 18 anys, en un 40% hi vivien parelles casades, en un 7,3% dones solteres, i en un 49,1% no eren unitats familiars. En el 35,6% dels habitatges hi vivien persones soles el 7% de les quals corresponia a persones de 65 anys o més que vivien soles. El nombre mitjà de persones vivint en cada habitatge era de 2,25 i el nombre mitjà de persones que vivien en cada família era de 2,97.
Per edats la població es repartia de la següent manera: un 18% tenia menys de 18 anys, un 8,3% entre 18 i 24, un 43,4% entre 25 i 44, un 19,8% de 45 a 60 i un 10,5% 65 anys o més.
L'edat mediana era de 35 anys. Per cada 100 dones de 18 o més anys hi havia 106,9 homes.
La renda mediana per habitatge era de 69.362 $ i la renda mediana per família de 80.379 $. Els homes tenien una renda mediana de 64.585 $ mentre que les dones 44.358 $. La renda per capita de la població era de 39.693 $. Entorn del 3,6% de les famílies i el 6,8% de la població estaven per davall del llindar de pobresa.

## Poblacions properes
El següent diagrama mostra les poblacions més properes.